# Gueorgui Pogósov
Gueorgui Vadímovich Pogósov –en ruso, Георгий Вадимович Погосов– (Kiev, 14 de julio de 1960) es un deportista soviético de origen ucraniano que compitió en esgrima, especialista en la modalidad de sable.
Participó en dos Juegos Olímpicos de Verano, obteniendo en total dos medallas, ambas en la prueba individual: oro en Barcelona 1992 (junto con Grigori Kiriyenko, Alexandr Shirshov, Vadim Gutzeit y Stanislav Pozdniakov) y plata en Seúl 1988 (con Andrei Alshan, Mijail Burtsev, Serguei Koriazhkin y Serguei Mindirgasov).
Ganó siete medallas en el Campeonato Mundial de Esgrima entre los años 1983 y 1990.

## Palmarés internacional
| Representando a la URSS           |                         |                  |                   |
| Juegos Olímpicos                  |                         |                  |                   |
| Año                               | Lugar                   | Medalla          | Prueba            |
| 1988                              | Seúl (Corea del Sur)    | Medalla de plata | Sable por equipos |
| Campeonato Mundial                |                         |                  |                   |
| Año                               | Lugar                   | Medalla          | Prueba            |
| 1983                              | Viena (Austria)         | Medalla de oro   | Sable por equipos |
| 1985                              | Barcelona (España)      | Medalla de oro   | Sable por equipos |
| 1986                              | Sofía (Bulgaria)        | Medalla de oro   | Sable por equipos |
| 1987                              | Lausana (Suiza)         | Medalla de oro   | Sable por equipos |
| 1989                              | Denver (Estados Unidos) | Medalla de oro   | Sable por equipos |
| 1990                              | Lyon (Francia)          | Medalla de oro   | Sable por equipos |
| 1990                              | Lyon (Francia)          | Medalla de plata | Sable individual  |
| Representando al Equipo Unificado |                         |                  |                   |
| Juegos Olímpicos                  |                         |                  |                   |
| Año                               | Lugar                   | Medalla          | Prueba            |
| 1992                              | Barcelona (España)      | Medalla de oro   | Sable por equipos |